# T.A.T.u.
t.A.T.u. er navnet på en russisk pop-duo, der i 1999 blev dannet af Ivan Sjapovalov (kyrillisk: Иван Шаповалов). Duoen består af Lena Katina (kyrillisk: Елена Катина) og Julia Volkova (kyrillisk: Юлия Волкова), som begge er født og opvokset i Moskva. Gruppen fik deres internationale gennembrud med sangen All the Things She Said fra albummet 200 km/h in the Wrong Lane fra december 2002. Duoen er en af de mest succesfulde russiske grupper til dato.

## Album

### Album på russisk
- 200 Po Vstretjnoj (200 по встречной)(2001)
- Ljudi Invalidy (Люди инвалиды) (2005)
- Vesjolye Ulybki (Весёлые улыбки) (2008)

### Album på engelsk
- 200 km/h in the Wrong Lane (2002)
- Dangerous and Moving (2005)
- Waste Management (2009)